# S3 (missile)
L'SSBS S-3 (Sol-Sol Balistique Strategique) è stato il secondo missile balistico francese a gittata intermedia (IRBM: Intermediate Range Ballistic Missile), ad essere schierato. Era più moderno del precedente S2, che sostituì già ai primi anni ottanta nella componente terrestre della Force de frappe.

## Storia del progetto
Appena completato lo schieramento del missile SSBS S-2 nei 18 silo presenti sul plateau d'Albion, avvenuto nel 1972, venne deciso lo sviluppo di un più moderno missile SSBS (Sol-Sol-Balistique-Strategique) che doveva rimpiazzare il precedente tipo. Nel 1973 l'Aerospatiale Space and Strategic Systems Division di Les Mureaux ricevette il via allo sviluppo del nuovo missile, considerato di seconda generazione, designato S-3D/TN-61. Per assicurare la massima sopravvivenza del nuovo SSBS dovevano essere assicurate tre principali caratteristiche: indurimento delle basi, ridondanza e dispersione. Le installazioni operative del 1° Groupment de Missiles Stratégique (GMS) furono rafforzate attraverso l'adozione di migliorie ai silos di lancio, e all'adozione di una rete di trasmissioni atta a sopravvivere alla scosse sismiche, denominata VESTALE. In più le installazioni furono protette dagli effetti delle impulsi elettromagnetici generati dalle esplosioni nucleari in quota mediante l'adozione della gabbia di Faraday per la protezione dell'infrastruttura, e di apposite blindature e vernici specifiche.  Il 1° GMS venne raccordato alle nuove reti strategiche ASTARTE e RAMSES, e furono adottate le regole di ingaggio della Force Océanique Stratégique (FOST). I collegamenti interni tra i Post de Conduite de Tir (PCT) e i silos consentivano di lanciare i missili da entrambe le centrali di tiro. La dispersione delle installazioni operative faceva sì che esse fossero sufficientemente distanti le une dalle altre da obbligare il nemico e prenderle di mira una ad una, ma anche sufficientemente vicine le une alle altre da far sì che l'effetto fratricida avrebbe neutralizzato buona parte del massiccio attacco, consentendo ad una parte dei missili di sopravvivere per essere lanciati.

## Tecnica
Il missile bistadio a propellente solido S-3D era un Intermediate Range Ballistic Missile della lunghezza di 13.81 m, e con un diametro alla base di 1.49 m. Il peso al lancio era di 25 800 kg. Il primo stadio SEP 902 era quello del precedente S-2, dotato di 16 940 kg di propellente che forniva una spinta pari a 72 secondi. Il secondo stadio RITA II era stato originariamente sviluppato per il missile MSBS (Mer-Sol-Balistique-Strategique) M-20, era dotato di 6 015 di propellente, che fornivano una spinta di 58 secondi.
Il missile montava una singola testata termonucleare TN-61 del peso di 1.000 kg. La carica bellica, contenuta in un Re-entry Vehicle, sviluppava una potenza di 1,2 Mt, era completa di ausilii di inganno per superare le difese antimissili nemiche, e rinforzata per resistere alle esplosioni nucleari dei missili ABM. Per motivi di standardizzazione l'S-3 utilizzava la medesima carica bellica del missile SLBM M20. L'adozione di un nuovo calcolatore di guida, e di una nuova centrale di guida inerziale, rese possibile una maggiore precisione.

## Impiego operativo
Il primo lancio di prova avvenne il 3 dicembre 1976 dal poligono (Centre d'Essais des Landes, CEL) di Biscarosse, mentre il completamento dei test avvenne nel luglio 1979. Il missile era più corto e leggero del precedente tipo, montava un secondo stadio alleggerito e costruito in materiali compositi, e necessitava di minore propellente solido. Tali caratteristiche consentivano un aumento della gittata pari a 3 500 km, grazie anche all'impiego di traiettarie superenergetiche. Il primo gruppo di missili S-3 divenne operativo il 1º giugno 1980 presso la Base aérienne 200 Apt-Saint-Christol, inquadrata nel 1° Groupment de Missiles Stratégique appartenente alle Forces Nucléaires Stratégique (FAS).  La seconda unità divenne operativa il 31 dicembre 1982.
Ognuno dei due gruppi di missili era comandato da una apposita centrale di controllo tiro, collegate entrambi al comando della FAS di Taverny. Un posto comando alternativo si trovava a Mont Verdun, nei pressi di Lione. I silos corazzati dei missili erano dispersi su un'area di 36.000 km/q. Il tempo di reazione dal ricevimento dell'ordine presidenziale al, lancio del missile era stimato in 200 secondi.
Verso la metà del 1981 venne deciso lo sviluppo di un nuovo missile, designato S-4, della gittata di 4.000 km. Il nuovo SSBS fu oggetto di un luogo dibattito politico circa il suo modo di spiegamento: mobile o fisso. Con la fine della guerra fredda il programma venne arrestato, e successivamente abbandonato nel luglio 1991, con decisione presa dal presidente François Mitterrand. L'ultimo lancio di prova del missile S-3 avvenne da Biscarosse il 3 novembre 1993.  Il 13 giugno 1995 il presidente francese Jacques Chirac annunciò la ripresa degli esperimenti nucleari sul poligono nucleare di Mururoa, chiedendo contemporaneamente al governo di smantellare le installazioni presenti sul plateau d'Albion. La decisione di fermare la prontezza operativa del 1° GMS venne presa ufficialmente il 22 febbraio 1996, ed attuata nell'aprile dello stesso anno. Il sistema d'arma S-3 venne ufficialmente fermato il 16 settembre 1996, quando gli obiettivi furono disinseriti, e le trasmissioni tra l'Eliseo, la Force Aérienne Stratégique e le installazioni del 1° GMS sospese definitivamente. Entro la fine del 1999 tutti i missili furono smantellati, al costo stimato di 350 milioni di franchi. Il costo di mantenimento operativo annuale del sistema S-3 era di circa 400 milioni di franchi. Alcuni rapporti indicano che furono costruiti 40 missili S-3 e che 21 di essi furono utilizzati per i test di prova.

## Utilizzatori
Francia
- Armée de l'air

## Esemplari attualmente esistenti
Due esemplari completi di missile S-3D sono attualmente esposti presso il Musée de l'Air et de l'Espace di Le Bourget. Per motivi didattici ed espositivi uno di essi è stato suddiviso in più parti, tutte complete.

## Galleria d'immagini

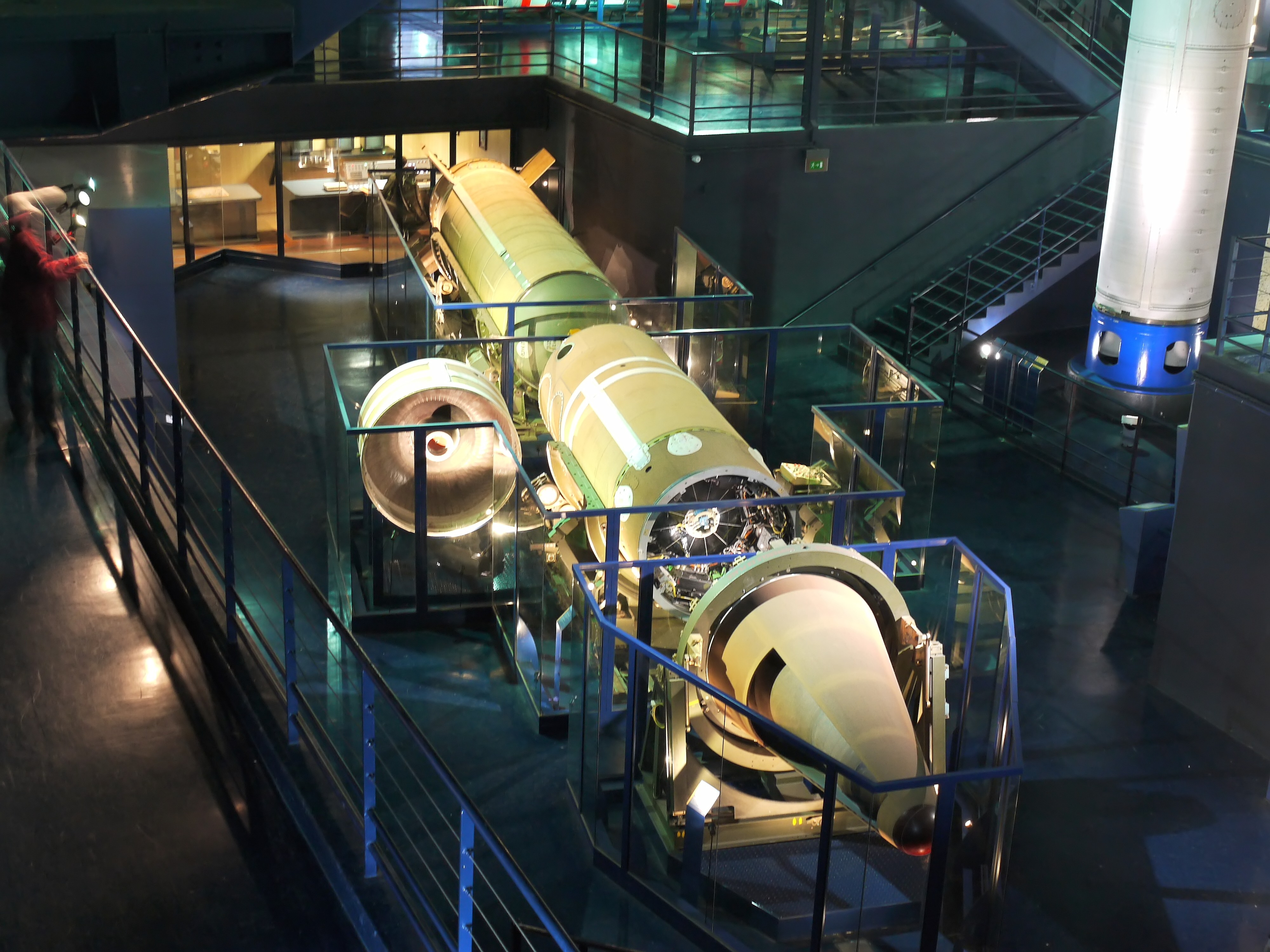
Vista generale del missile
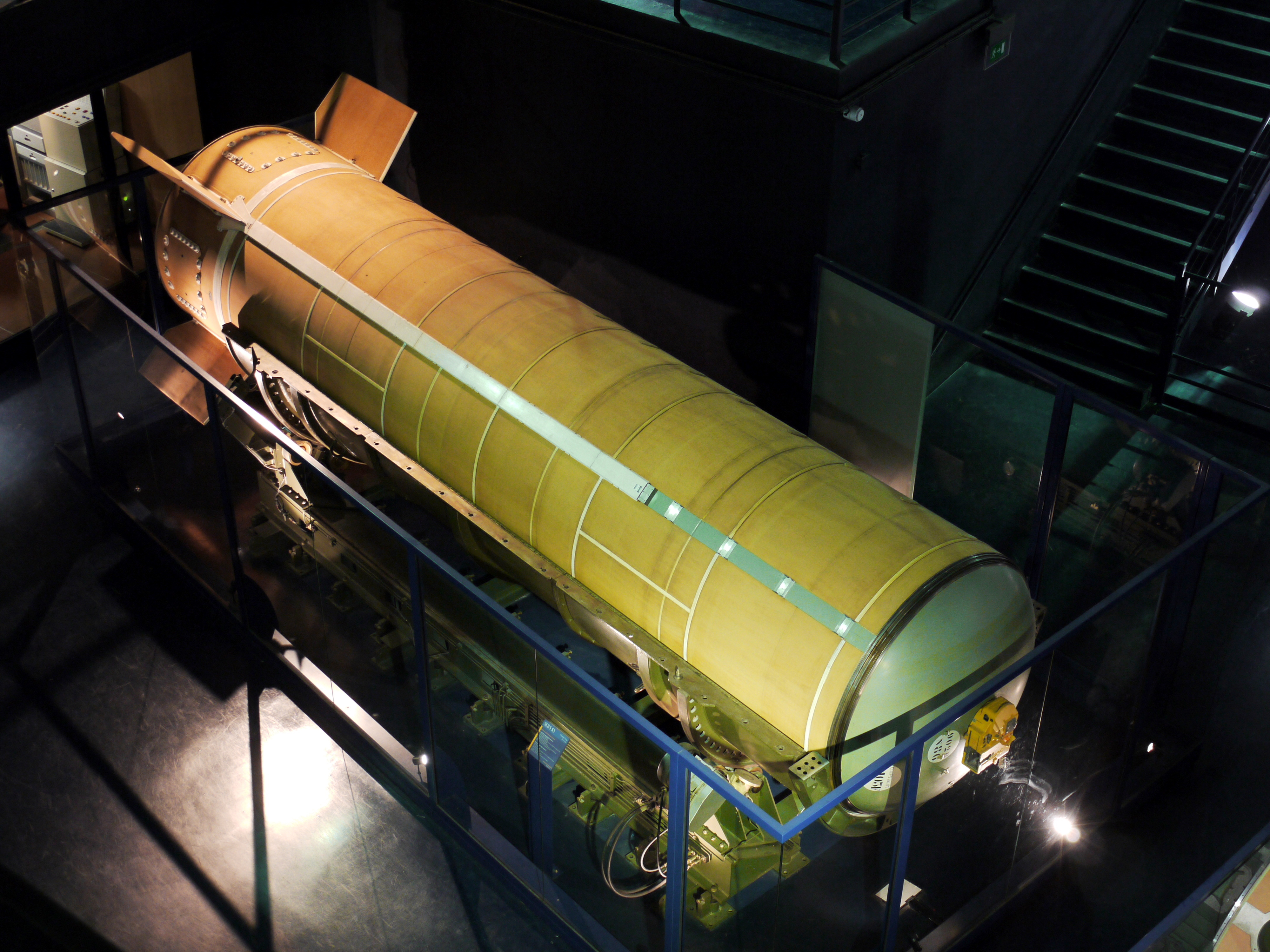
Primo stadio
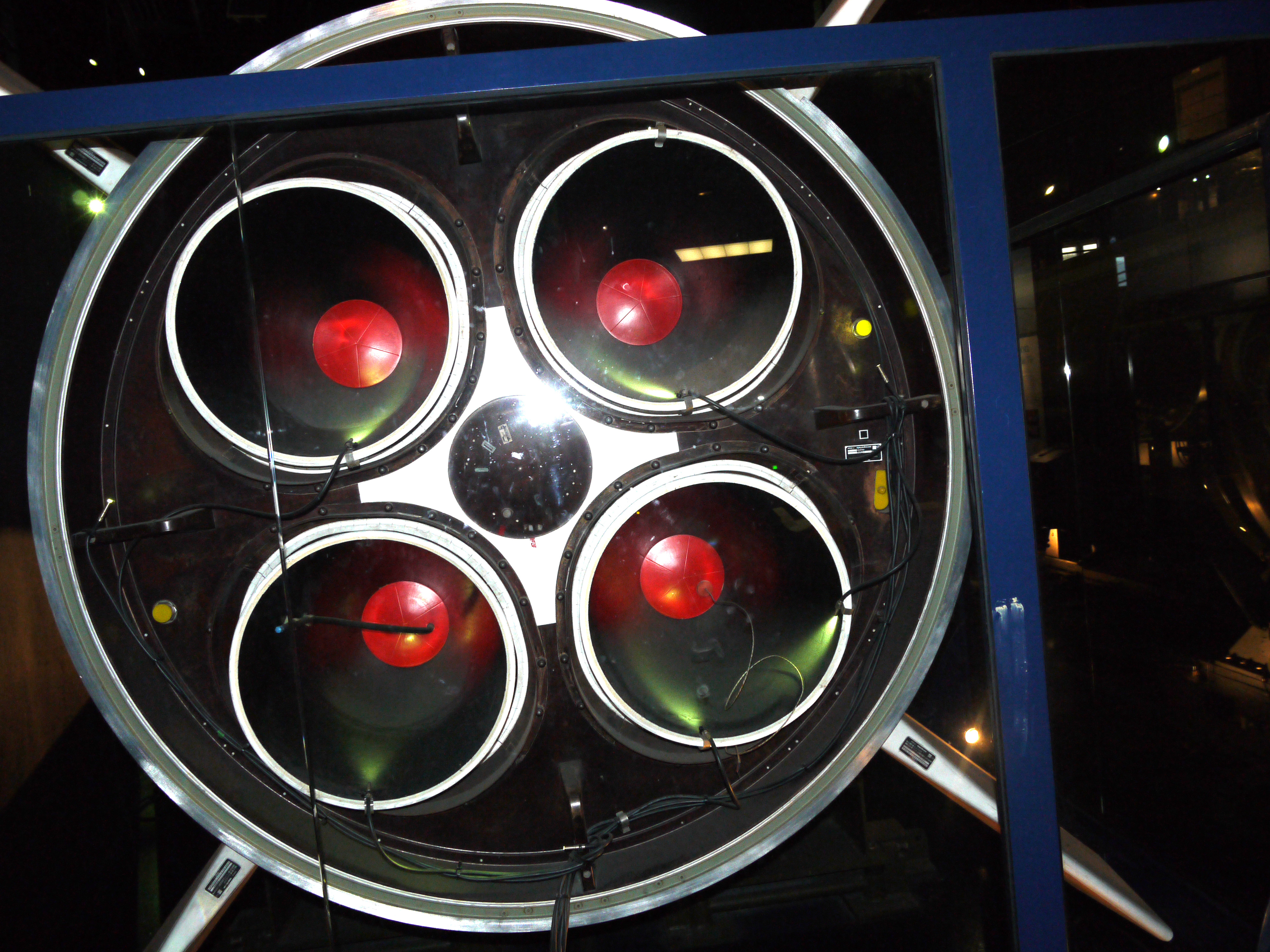
Ugelli del primo stadio
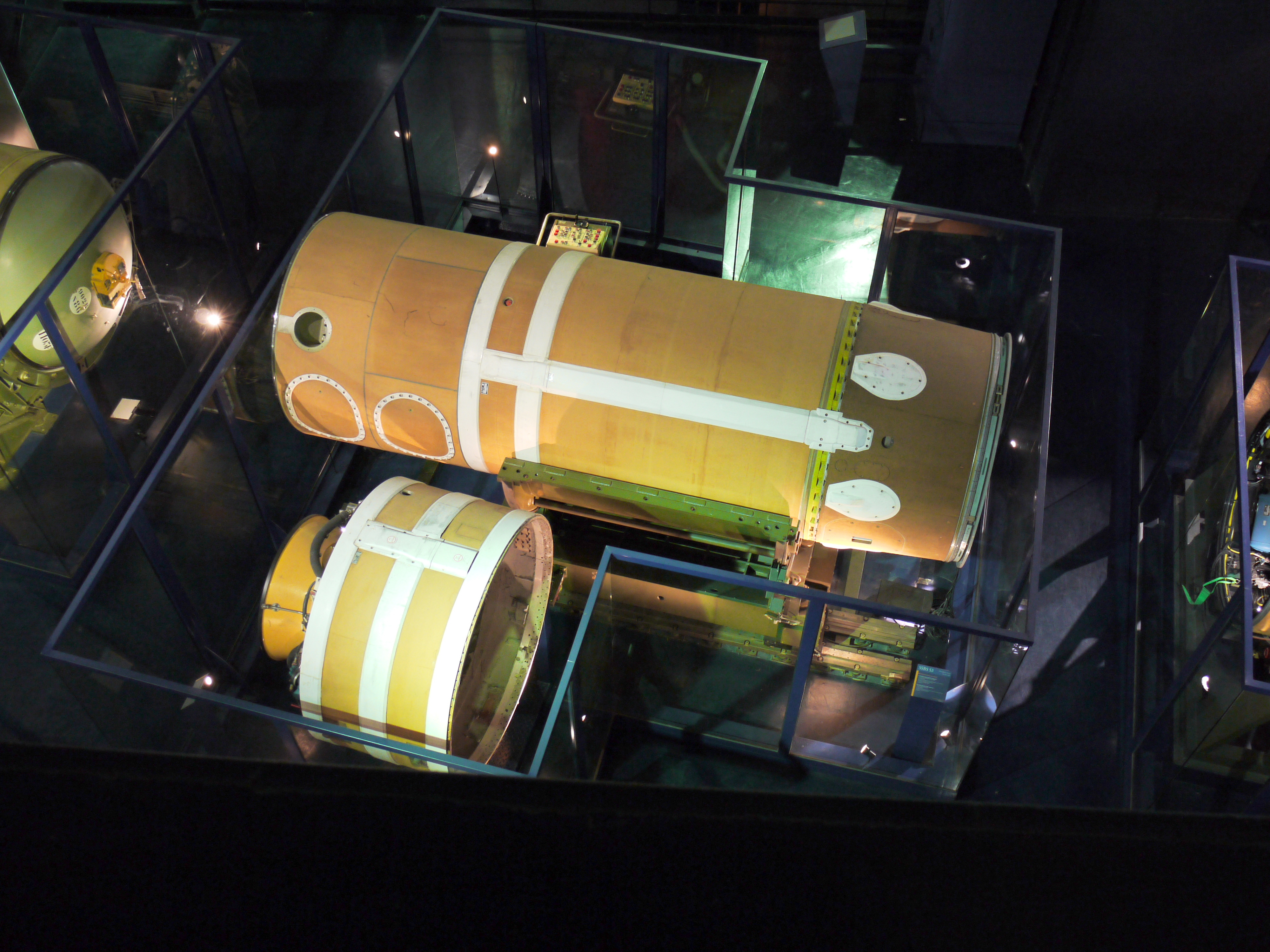
Secondo stadio
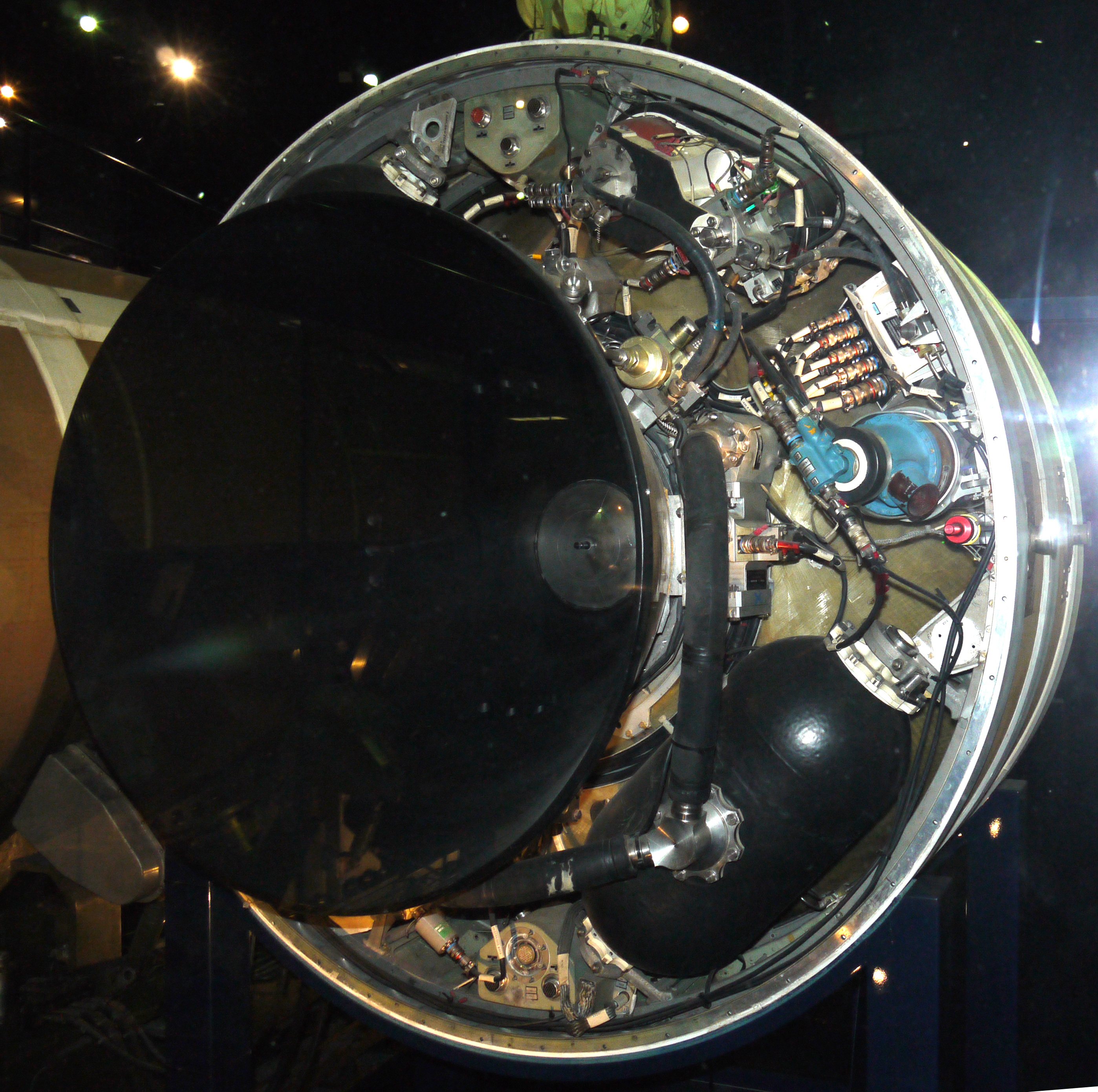
Motore del secondo stadio
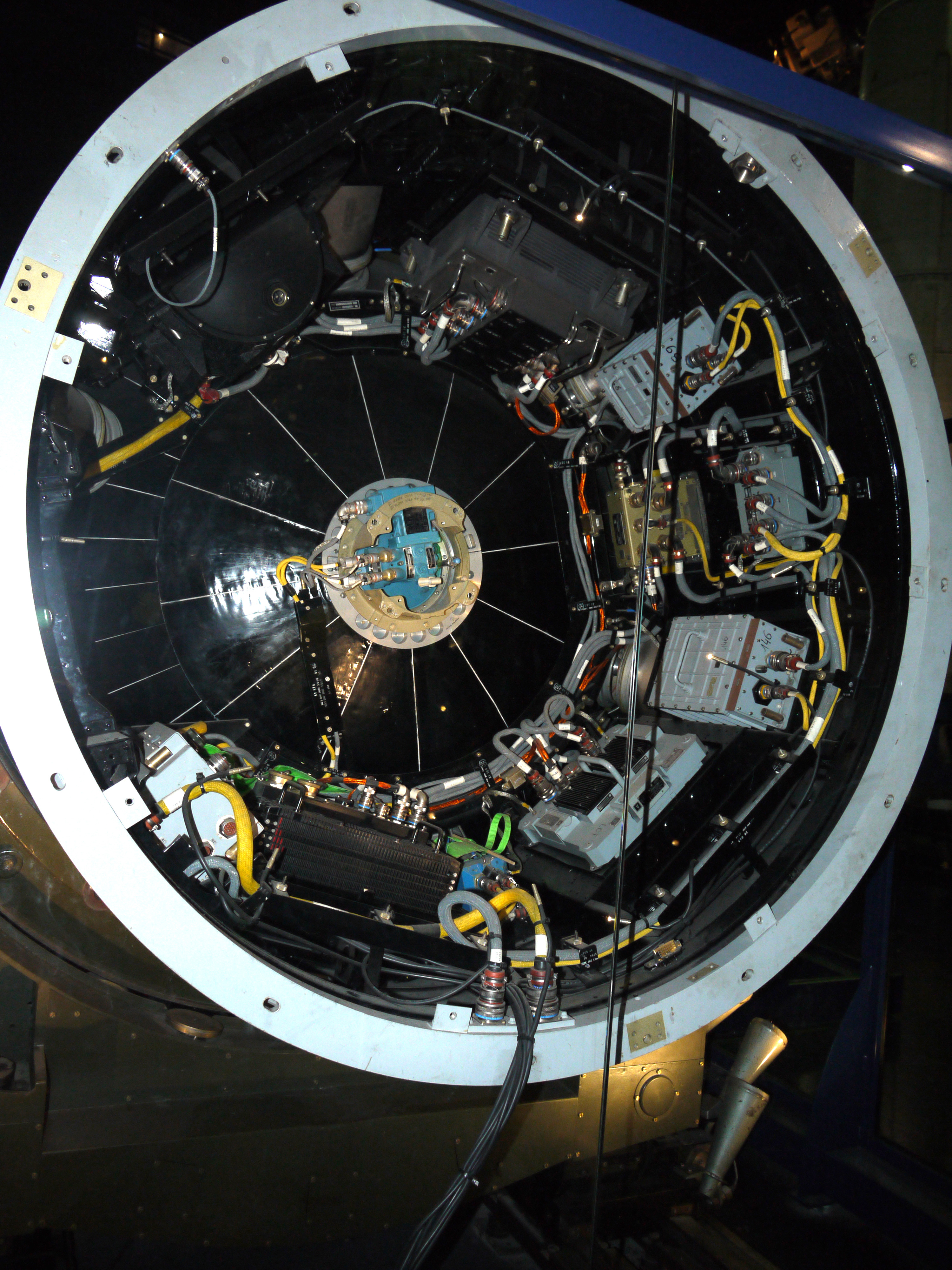
Strumentazione del secondo stadio
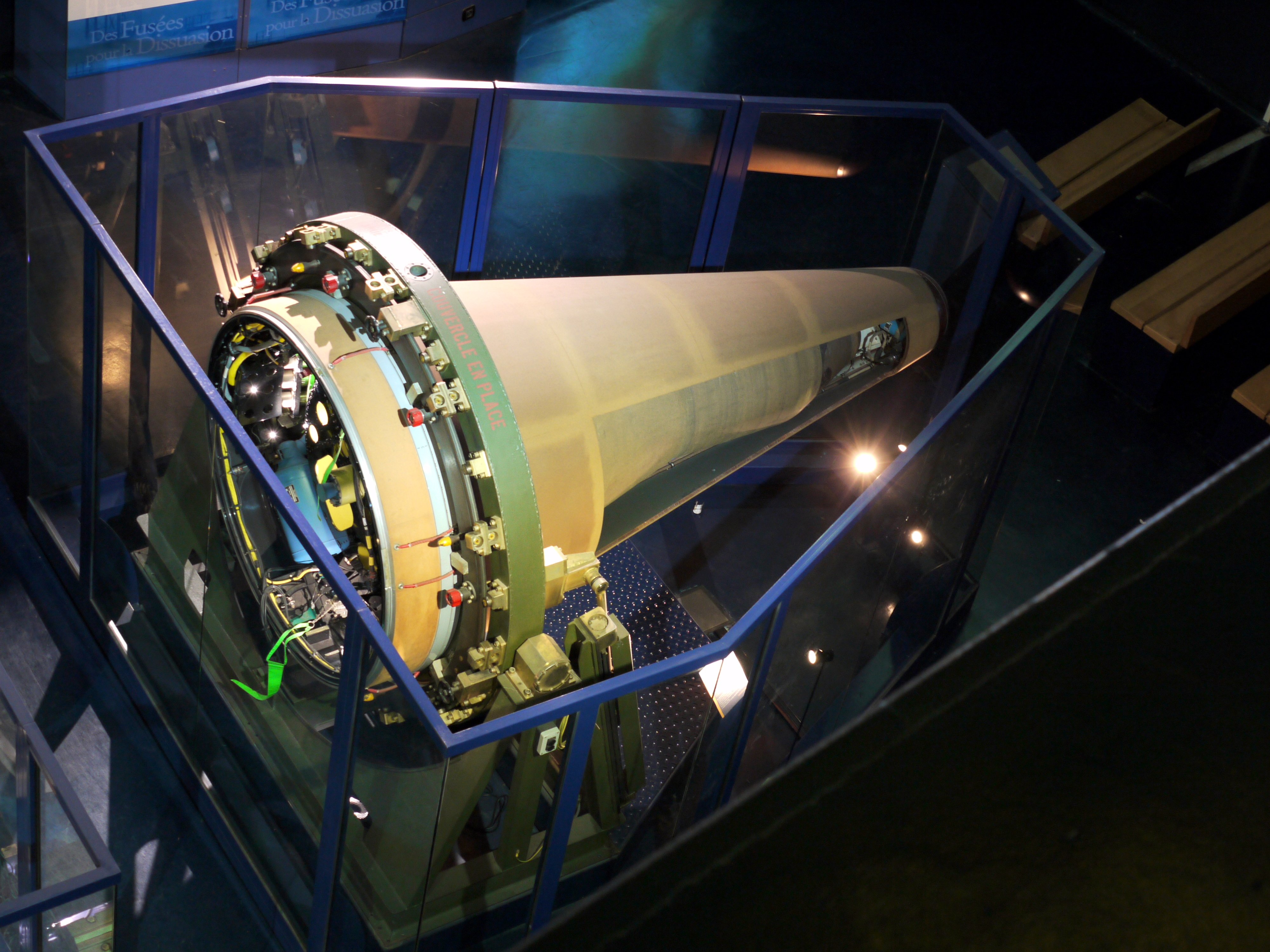
Testata di guerra
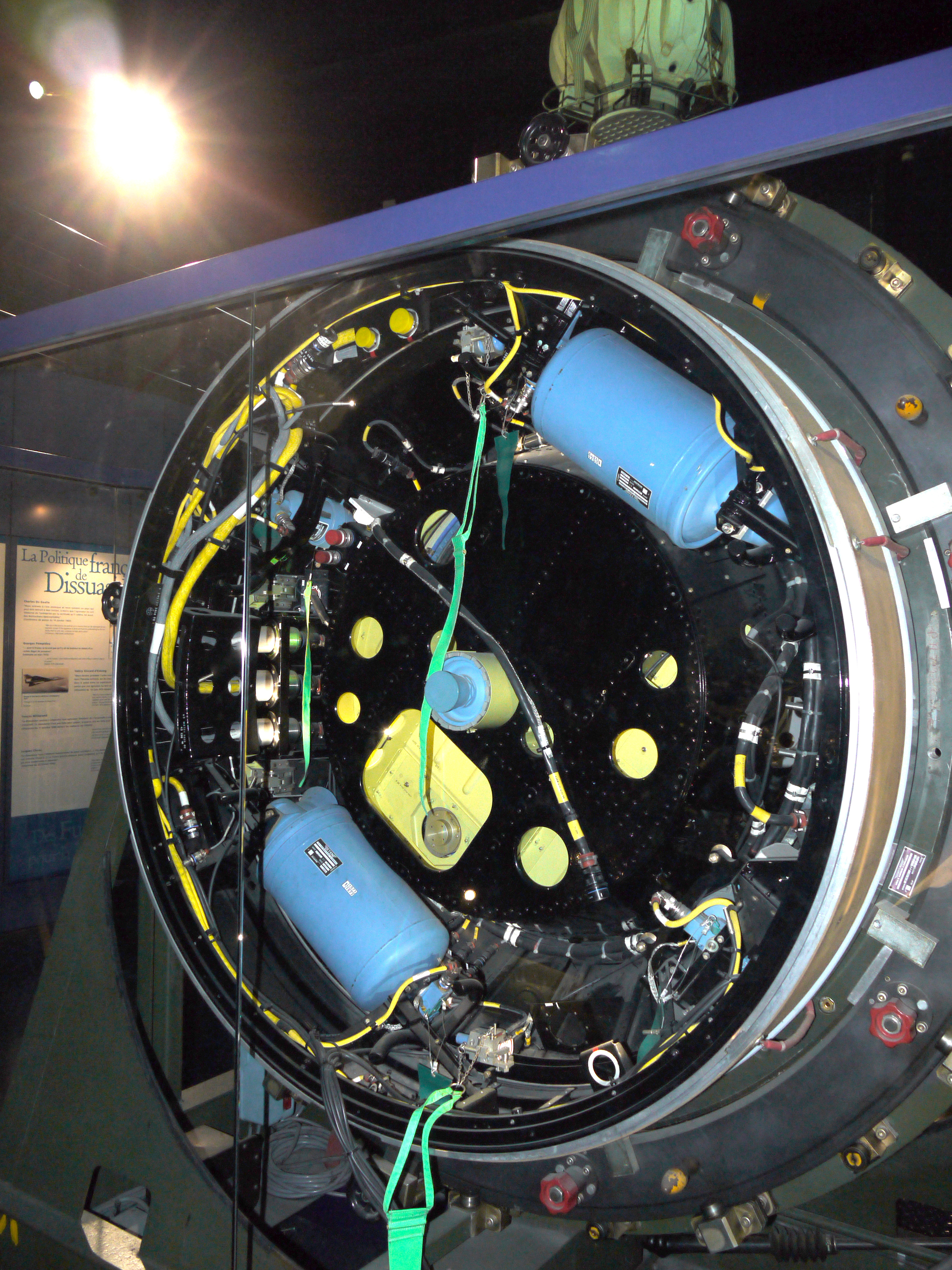
Strumentazione della testata di guerra
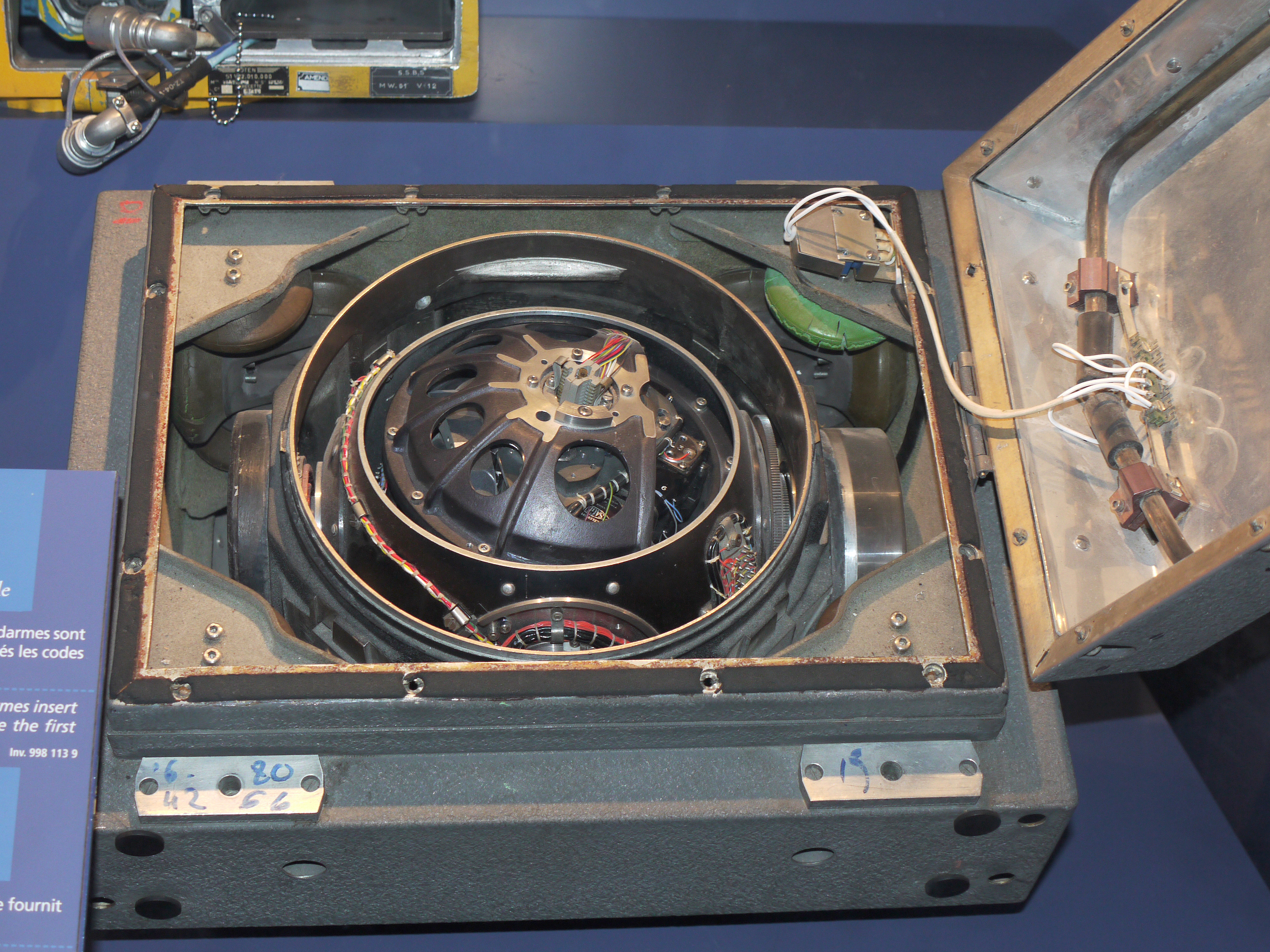
Centrale di guida inerziale

### Periodici
- Antonio Ciabattini Leonardi, La Force de Frappe: quella che era la componente basata a terra, in RID Rivista Italiana Difesa, No.12, Chiavari, Giornalistica Riviera Soc. Coop. a.r.l., dicembre 2004,  pp. 93-97.